# Microsoft Tech Scam
De Microsoft Tech Scam is een vorm van computercriminaliteit en helpdeskfraude waarbij iemand zich voordoet als een medewerker van Microsoft en telefonisch individuen benadert. Deze zogenaamde medewerker maakt misbruik van het gebrek aan technische kennis van de meeste pc-gebruikers en zal personen ervan overtuigen dat er iets mis is met de software van Microsoft op hun pc. Als zogenaamde beveiligingsexpert of technicus zal de oplichter aanbieden problemen te kunnen verhelpen, maar zal deze integendeel backdoors of andere malware installeren teneinde permanente toegang tot de computer van het slachtoffer te krijgen. Het uiteindelijke doel is vaak om via de persoonlijke gegevens of via de installatie van banking trojans de controle over bankrekeningen, PayPal-accounts en wat dies meer zij te verkrijgen. In een enkel geval wordt er ook klassiek chantage gepleegd waarbij er bijvoorbeeld kinderporno op de computer van het slachtoffer wordt gevonden. Ook klassieke oplichting komt bij deze methode voor, zo zal de beller beweren dat de Microsoft-licentie betaald moet worden.
Deze vorm van computercriminaliteit bestaat sinds 2009. Microsoft schatte in 2015 dat in dat jaar meer dan 3 miljoen Amerikanen in totaal meer dan een miljard dollar zouden hebben betaald aan deze zogenaamde experts.

## Kenmerken
De oplichters halen vaak volgende kenmerken aan om personen ervan te overtuigen dat er iets mis is met hun pc:
- De virusscanner is niet up-to-date.
- De computer heeft een virus opgelopen.
- De computer is gehackt.
- De Microsoft-software is niet up-to-date.
- De Windowslicentie is verlopen.
- Er is zogenaamd een fout in het Windowsregister.
- Er werd kinderporno bekeken op het slachtoffer zijn/haar computer.
- De pc heeft de laatste versie van Windows (nog) niet.

Deze zaken zijn vaak niet correct of zorgen op zich niet voor problemen. Toch zal de zogenaamde Microsoft-medewerker individuen overtuigen dat deze zaken voor problemen zorgen waarop hij/zij hulp zal aanbieden. De oplichting kan ook beginnen met een namaakwaarschuwing in de browser, met een popupscreen dat niet kan worden weggeklikt zonder de hele browser uit de zetten.

## Werkwijze
De oplichters bellen personen op en beginnen vragen te stellen over hun pc. De oplichter (man of vrouw) doet zich voor als een Microsoft-medewerker die belt vanuit de Verenigde Staten of het Verenigd Koninkrijk en beweert dat er problemen zijn met de pc. Desgevraagd halen ze er hun leidinggevende (een andere oplichter) bij. 
Daarna zal de zogenaamde medewerker het slachtoffer vrijwillig een programma laten installeren dat zogezegd het probleem zal oplossen. Hierbij kan het gebeuren dat de oplichter vraagt aan het individu om zijn/haar virusscanner uit te schakelen. Hierdoor kan dit programma de oplichters controle geven over de pc. 
Een andere bekende manier is de "Event Viewer/eventvwr"-scam, dat betekent dat de oplichter de gebeurtenislogboeken (eventvwr) opent om een onwetende computergebruiker bang te maken door allerlei "fouten" te laten zien, die in de realiteit onschuldig zijn. De logboeken hebben dus niks te maken met de oplichter, het zijn gebeurtenissen die altijd opgeslagen worden als de computer in gebruik is ter informatie, of als er een fout optreedt zoals een Blue Screen of Death. In dit geval geeft de oplichter een code door (00C04FD7D062), de zogenaamde unieke 'license-id'. Daarna beweegt de oplichter het slachtoffer tot het intypen van het commando 'assoc', alwaar datzelfde nummer weer verschijnt. Zogenaamd heeft de oplichter daarmee dan aangetoond dat het inderdaad de juiste pc betreft, alleen is dat niet het geval, daar dit nummer niet uniek is, maar in 90% van de gevallen verschijnt bij het commando 'assoc'.
Nadien krijgt het slachtoffer een rekening voorgeschoteld. Dit geld dient als betaling voor de geleverde diensten en/of de Microsoft-licentie. Deze bedragen kunnen tot € 500 oplopen. In sommige gevallen heeft de oplichter controle over de pc tijdens de betaling waardoor deze zelf een bedrag kan kiezen.

### Wie
Deze vorm van cybercrime wordt naar verluidt vaak uitgevoerd vanuit callcenters in India, zoals in Bangalore of Calcutta. Het gaat soms om medewerkers met een studie telemarketing van een gedeeltelijk legaal softwarebedrijf, dat deze blijkbaar lucratieve oplichting erbij doet. De oplichters spreken meestal Engels met een Indiaas, Pakistaans of Chinees accent.  Bij wedervragen leggen ze meestal snel op. De individuen die ze opbellen worden geheel willekeurig bepaald. Telefoonnummers en/of persoonlijke gegevens zijn relatief makkelijk te vinden. 
Ook zijn er mensen die oplichters bewust opbellen om ze te uit te lokken en uiteindelijk op hun oplichting te wijzen. Dit wordt scambaiting genoemd. Een YouTuber genaamd Jim Browning haalde zelfs de internationale pers nadat hij had ingebroken in de systemen van een callcenter in India en blootlegde hoe grootschalig een Tech Support Scam kan worden.

## Maatregelen
Microsoft zal nooit bellen over de veiligheid van computers of licenties die vervallen zijn. Ook zullen medewerkers geen vragen stellen omtrent de beveiliging of over wachtwoorden. Om die reden wordt aangeraden om onmiddellijk de verbinding te verbreken indien dit voorvalt. Medewerkers van Microsoft spreken normaal gezien ook de taal van het land.
Personen die slachtoffer geworden zijn van dergelijke oplichting wordt aangeraden hun bank op de hoogte te brengen, alle wachtwoorden aan te passen en schadelijke software te verwijderen.